# Miguel Herrera (football, 1968)
Pour les articles homonymes, voir Miguel Herrera, Herrera et Piojo.
Miguel Ernesto Herrera Aguirre (né le 18 mars 1968 à Cuautepec de Hinojosa dans l'État d'Hidalgo au Mexique) est un joueur de football international mexicain, qui évoluait au poste de défenseur, avant de devenir entraîneur. Il a notamment été sélectionneur du Mexique d'octobre 2013 à juillet 2015.

## Biographie

### Joueur
Surnommé « Piojo » (le pou en français), Herrera dispute la plupart de sa carrière avec le CF Atlante (jouant pour le club à quatre reprises), ainsi que pour le Toros Neza (avec qui il dispute plus de 100 matchs). Il joue également avec les clubs du Santos Laguna et de Querétaro.
Avec l'équipe du Mexique, Herrera participe notamment à la Copa América 1993, lors de laquelle la sélection termine à la seconde place.

### Entraîneur
En tant qu'entraîneur, il commence par prendre les rênes de son club de toujours – Atlante – à deux occasions, d'abord en 2002, puis en 2010.
Il entraîne également le CF Monterrey avec qui il dispute la finale du championnat mexicain d'ouverture 2004, perdue contre la UNAM. Il entraîne ensuite le CD Veracruz en 2008, puis les Estudiantes Tecos de 2008 à 2010. Il prend ensuite en main le Club América en novembre 2011. En mai 2013, Herrera quitte América par la grande porte après avoir remporté le tournoi de clôture 2013.
Arrivé comme « pompier » de l'équipe du Mexique, Herrera en prend les rênes (par intérim) en octobre 2013, avant le match décisif contre la Nouvelle-Zélande comptant pour les qualifications pour la Coupe du monde de football 2014. Après la victoire mexicaine, Herrera garde finalement le poste de façon permanente. Durant la Coupe du monde 2014, le Mexique atteint les 8e de finale (élimination face aux Pays-Bas dans un match marqué par la polémique) en obtenant des résultats intéressants, comme le nul face au Brésil, pays organisateur, ou la victoire 3-1 contre la Croatie. La popularité d'Herrera au Mexique est alors au sommet.
L'année 2015 est plus difficile car le Mexique est éliminé dès le 1er tour de la Copa América 2015 au Chili. Quelques jours plus tard le Mexique aborde la Gold Cup 2015 sous de bons auspices en atomisant Cuba 6-0. Mais la suite est plus compliquée, en effet El Tri ne peut faire que match nul face au Guatemala puis contre Trinité-et-Tobago. Même si par la suite le Mexique finira par remporter la compétition, son parcours sera entaché par de grossières erreurs arbitrales qui l'ont bénéficié durant le tournoi.
Le 28 juillet 2015, Herrera est limogé de son poste de sélectionneur en raison d'une agression sur le journaliste Christian Martinoli, de la chaîne TV Azteca, à l'aéroport de Philadelphie aux États-Unis.
En 2021 Il est nommé entraineur du club des Tigres UANL ou il aura la lourde tâche de succéder à Ricardo Ferretti, qui sera resté onze ans sur le banc des Tigres.

## Palmarès

### Palmarès de joueur
| CF Atlante - Championnat du Mexique (1) : - Champion : 1992-1993. | Mexique - Copa América : - Finaliste : 1993. |

### Palmarès d'entraîneur
| Club América - Championnat du Mexique (2) : - Champion : 2013 (Clôture), 2018 (Ouverture). | Mexique - Gold Cup (CONCACAF) (1) : - Vainqueur : 2015. |